# 松江新城駅
座標: 北緯31度1分58秒 東経121度13分34秒 / 北緯31.03278度 東経121.22611度
松江新城駅（しょうこうしんじょう-えき）は中華人民共和国上海市松江区に位置する上海地下鉄9号線の駅である。

## 駅構造
- 島式ホーム1面2線を有する地下駅。開業当初からホームドア設置。駅の出入口は4箇所ある。

## 駅周辺
松江区庁

味千ラーメン

マクドナルド

## 歴史
- 2007年12月29日 - 開業。

## 画像

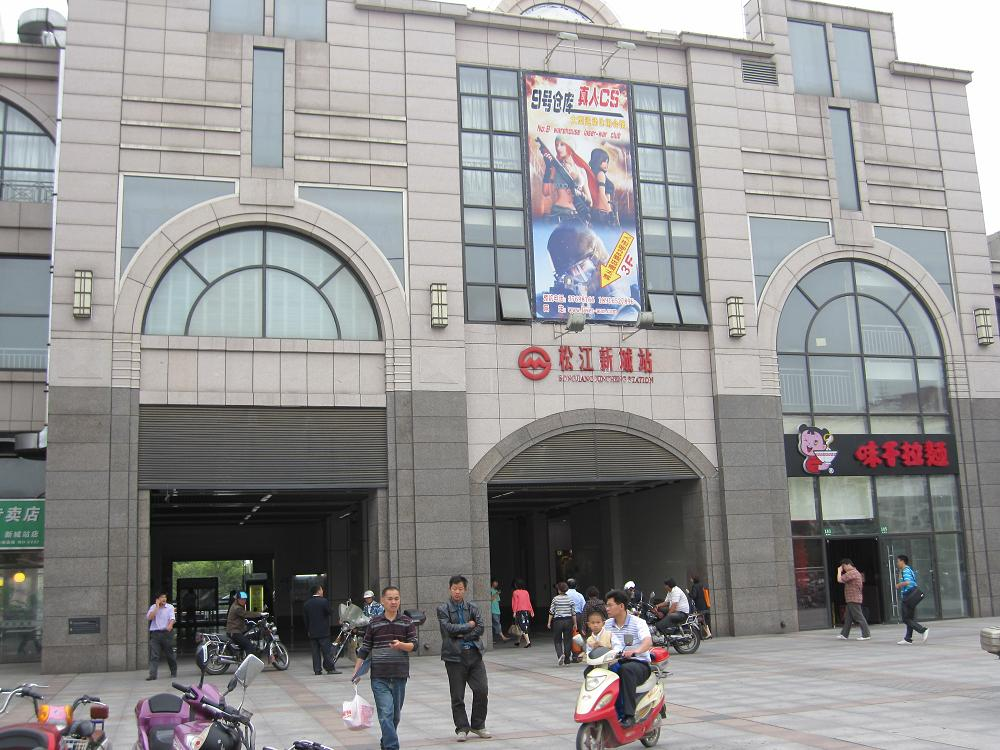
駅舎
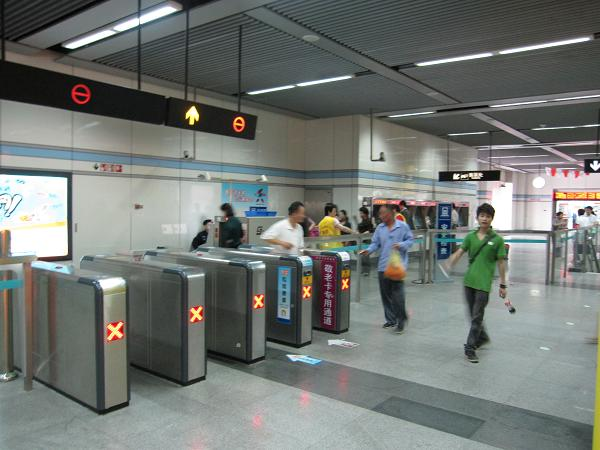
改札
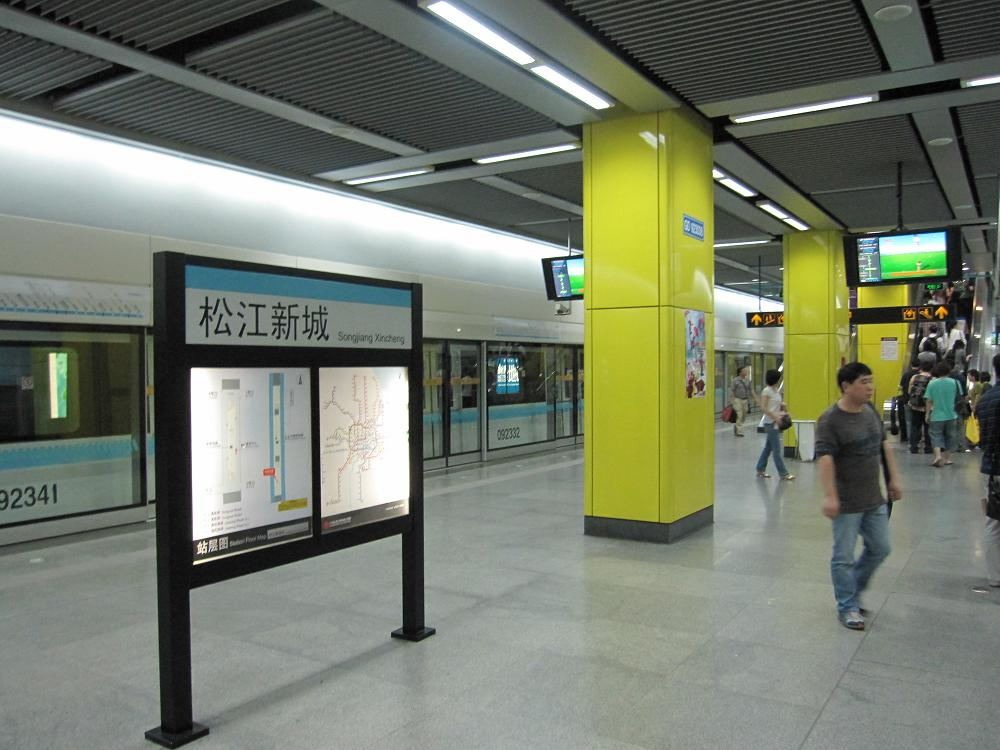
ホーム

## 隣の駅
■上海地下鉄9号線
松江体育中心駅 - 松江新城駅 - 松江大学城駅　